# Beulah Bondi
Beulah Bondi, nata Beulah Bondy (Chicago, 3 maggio 1889 – Hollywood, 11 gennaio 1981), è stata un'attrice statunitense.

## Biografia
Fu una delle grandi caratteriste del cinema classico americano, soprattutto negli anni '30 e '40. Apparve in circa 80 film, diretta da importanti registi quali King Vidor, John Ford, Frank Capra, Henry Hathaway, Sam Wood, George Stevens, Clarence Brown. Fu candidata due volte all'Oscar alla miglior attrice non protagonista, per Troppo amata (1936) e Cuori umani (1938), entrambi diretti da Clarence Brown. Vinse un premio Emmy per la sua partecipazione nel 1976 alla serie televisiva  Una famiglia americana.
La Bondi interpretò il ruolo della madre di James Stewart in quattro pellicole, Cuori umani (1938), Una donna vivace (1938), Mr. Smith va a Washington (1939) e La vita è meravigliosa (1946).
Morì all'età di 91 anni, l'11 gennaio 1981, per complicazioni dovute a una caduta inciampando sul proprio gatto.

## Filmografia parziale

### Cinema

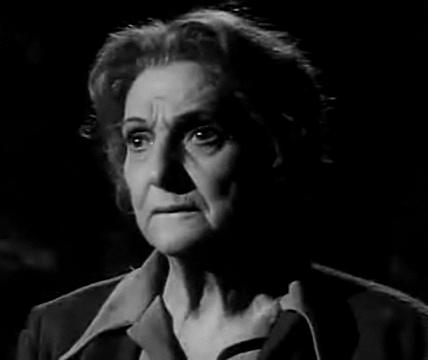
Beulah Bondi in Ritorno dall'eternità (1956)

- Palcoscenico della strada (Street Scene), regia di King Vidor (1931)
- Un popolo muore (Arrowsmith), regia di John Ford (1931)
- Pioggia (Rain), regia di Lewis Milestone (1932)
- Il ritorno della straniera (The Stranger's Return), regia di King Vidor (1933)
- Le vie della fortuna (The Good Fairy), regia di William Wyler (1935)
- Il raggio invisibile (The Invisible Ray), regia di Lambert Hillyer (1936)
- Il sentiero del pino solitario (The Trail of the Lonesome Pine), regia di Henry Hathaway (1936)
- Troppo amata (The Gorgeous Hussy), regia di Clarence Brown (1936)
- Nel mondo della luna (The Moon's Our Home), regia di William A. Seiter (1936)
- La vergine di Salem (Maid of Salem), regia di Frank Lloyd (1937)
- Cupo tramonto (Make Way for Tomorrow), regia di Leo McCarey (1937)
- Cuori umani (Of Human Hearts), regia di Clarence Brown (1938)
- Una donna vivace (Vivacious Lady), regia di George Stevens (1938)
- I filibustieri (The Buccaneer), regia di Cecil B. DeMille (1938)
- Io ti aspetterò (The Sisters), regia di Anatole Litvak (1938)
- Mr. Smith va a Washington (Mr. Smith Goes to Washington), regia di Frank Capra (1939)
- La nostra città (Our Town), regia di Sam Wood (1940)
- Ricorda quella notte (Remember that Night), regia di Mitchell Leisen (1940)
- Ho sognato un angelo (Penny Serenade), regia di George Stevens (1941)
- Il grande tormento (The Shepherd of the Hills), regia di Henry Hathaway (1941)
- Un piede in paradiso (One Foot in Heaven), regia di Irving Rapper (1941)
- Quando il giorno verrà (Watch on the Rhine), regia di Herman Shumlin (1943)
- Il grande silenzio (And Now Tomorrow), regia di Irving Pichel (1944)
- L'uomo del Sud (The Southerner), regia di Jean Renoir (1945)
- Gli eroi del Pacifico (Back to Bataan), regia di Edward Dmytryk (1945)
- L'angelo del dolore (Sister Kenny), regia di Dudley Nichols (1946)
- La vita è meravigliosa (It's a Wonderful Life), regia di Frank Capra (1946)
- Senza ritorno (High Conquest), regia di Irving Allen (1947)
- Filibustieri in gonnella (The Sainted Sisters), regia di William D. Russell (1948)
- Tanto caro al mio cuore (So Dear to My Heart), regia di Harold D. Schuster e Hamilton Luske (1948)
- La fossa dei serpenti (The Snake Pit), regia di Anatole Litvak (1948)
- Purificazione (Mr. Soft Touch), regia di Gordon Douglas, Henry Levin (1949)
- Il regno del terrore (Reign of Terror), regia di Anthony Mann (1949)
- Il barone dell'Arizona (The Baron of Arizona), regia di Samuel Fuller (1950)
- Le furie (The Furies), regia di Anthony Mann (1950)
- Stella solitaria (Lone Star), regia di Vincent Sherman (1952)
- Amanti latini (Latin Lovers), regia di Mervyn LeRoy (1953)
- La belva (Track of the Cat), regia di William A. Wellman (1954)
- Ritorno dall'eternità (Back from Eternity), regia di John Farrow (1956)
- Furia infernale (The Unholy Wife), regia di John Farrow (1957)
- Il grande pescatore (The Big Fisherman), regia di Frank Borzage (1959)
- Scandalo al sole (A Summer Place), regia di Delmer Daves (1959)
- Dimmi la verità (Tammy Tell Me True), regia di Harry Keller (1961)
- Avventura nella fantasia (The Wonderful World of the Brothers Grimm), regia di Henry Levin, George Pal (1962)
- Il sole nella stanza (Tammy and the Doctor), regia di Harry Keller (1963)

### Televisione
- The Doctor – serie TV, episodio 1x10 (1952)
- Climax! – serie TV, episodi 2x18-3x14-4x10 (1956-1957)
- General Electric Theater – serie TV, episodio 5x21 (1957)
- Alfred Hitchcock presenta (Alfred Hitchcock Presents) – serie TV, episodio 1x08 (1955)
- The Best of the Post – serie TV, episodio 1x20 (1961)

## Doppiatrici italiane
- Giovanna Scotto in Cupo tramonto, I filibustieri, Quando il giorno verrà, Gli eroi del Pacifico, La vita è meravigliosa, Le furie, Ritorno dall'eternità, Il grande pescatore
- Lola Braccini in Il grande silenzio[3], Il sentiero del pino solitario (ridoppiaggio 1950), Stella solitaria, Amanti latini, La belva
- Lia Orlandini in Mr. Smith va a Washington, Ho sognato un angelo
- Lydia Simoneschi in Dimmi la verità, Il sole nella stanza
- Clara Ristori in Un piede in paradiso
- Giovanna Cigoli in L'uomo del Sud
- Velia Cruicchi Galvani in Il regno del terrore
- Maria Saccenti in Scandalo al sole
- Franca Dominici in Avventura nella fantasia
- Miranda Bonansea in Tanto caro al mio cuore (doppiaggio tardivo)
- Alina Moradei in Il regno del terrore (ridoppiaggio)